# Marramarra-Nationalpark
Der Marramarra-Nationalpark ist ein Nationalpark im Osten des australischen Bundesstaates New South Wales, 41 Kilometer nördlich von Sydney. Er liegt am Südufer des Hawkesbury River, der den Park im Norden und Osten begrenzt. Nördlich anschließend, auf dem anderen Flussufer, befindet sich der Dharug-Nationalpark, im Osten der Ku-ring-gai-Chase-Nationalpark.

## Geologie
Der Park besteht aus einem ebenen Sandsteinplateau, dem südwestlichen Teil des Hornsby-Plateaus, in das sich der Hawkesbury River und seine Nebenflüsse, der Berowra Creek, der Marramarra Creek und der Coba Creek tief eingeschnitten haben.

## Geschichte
Die Aboriginesstämme der Dharug und der Ku-ring-gai bevölkerten früher das Gebiet des heutigen Parks. Nur 30 Jahre nach der Ankunft der europäischen Siedler 1787 mit der First Fleet jedoch waren die Ku-ring-gai praktisch ausgerottet.
1789 begann die Erkundung dieses Gebietes durch Gouverneur Arthur Phillip auf seiner zweiten Expedition den Hawkesbury River hinauf. Gentlemans Halt soll das letzte Lager der Expedition gewesen sein. Später wurde daraus eine kleine Siedlung am Fluss als Stützpunkt für die Versorgung der Kolonien am Hawkesbury River und am Macdonald River. 1884 bekam die Siedlung eine eigene provisorische Schule. Heute kann man von der Ansiedlung nur noch Reste der Straße und der Anlegestelle sehen.
Auch an anderen Stellen im Park trifft man auf Spuren weißer Besiedlung, zum Beispiel auf  Reste von Obstplantagen am Marramarra Creek.
Am 28. Dezember 1979 wurde das Gebiet zum Nationalpark erhoben.

## Flora
Die Vegetation auf den Hügeln, Plateaus und trockenen Hängen ist typisch für Gebiete mit Hawkesbury-Sandstein. Man findet Wälder mit verschiedenen Eukalyptusarten, wie dem Red Bloodwood, dem Scribbly Gum und dem Sydney Red Gum. Auf den trockeneren Standorten gibt es Buschland und Zwergapfelbäume. In den tiefen Tälern und an den geschützten Ost- und Südhängen wachsen der Sydney Peppermint, der Sydney Red Gum, der Blackbutt und der Turpentine, alles Eukalyptusarten. In den tiefen Bachtälern finden sich auch Stellen mit gemäßigtem Regenwald.

## Fauna
Im Park leben Sumpfwallabys, Stuart-Breitfußbeutelmäuse, Buschratten, verschiedene Possumarten, Ameisenigel, Kookaburras, Gelbohr-Rabenkakadus, Kurzkopfgleitbeutler, Federschwanz-Gleitbeutler, Nasenbeutler, Schnabeltiere, Leierschwänze und Weißbauch-Seeadler. Besonders erwähnenswert sind auch die bedrohten Arten, wie Koalas, Riesenbeutelmarder, sowie verschiedene Frosch- (z. B. Giant Burrowing Frog) und Eulenarten (z. B. Powerful Owl, Sooty Owl).